# 古フリジア語
古フリジア語（こフリジアご、西フリジア語: Aldfrysk、東フリジア語:Ooldfräisk、英語: Old Frisian）は、8世紀から16世紀にフリースラントにおいてフリース人に用いられていた西ゲルマン語群の言語で、フリジア語の古い段階のものである。古くからラウヴァース川を境に東部方言と西部方言に分かれていたが、9世紀に植民によって東部方言地域が分断され、孤立した地域は北部方言となった。現存するまとまった最古の文献は13世紀のフリジア法典であるため、言語史的には13世紀から1550年頃を古フリジア語とするのが通例である。